# NGC 3671
NGC 3671 é uma galáxia  localizada na direcção da constelação de Ursa Major. Possui uma declinação de +60° 28' 48" e uma ascensão recta de 11 horas, 25 minutos e 52,5 segundos.
A galáxia NGC 3671 foi descoberta em 9 de Abril de 1793 por William Herschel.